# Битка код Хелиополиса
Битка код Хелиополиса одиграла се у јулу 640. године између војске Праведног калифата са једне и Византијског царства са друге стране. Битка је део Арапских освајања, а завршена је победом муслимана.

## Битка
Војску Праведног калифата предводио је Амр ибн ел Ас. Она је продрла у долину Нила и суочила се са византијском војском на челу са генералом Теодором. Амр је поделио своју, нешто мању војску на три дела. Први део је на себе навукао непријатељску главнину, други ју је напао у бок, а трећи спречио повлачење. Ова тактика је довела до потпуног разбијања Византинаца. Након ове битке цео централни и јужни Египат нашао се у муслиманским рукама. Александрија се предала следеће године.